# Richárd Márton
Richárd Márton, född 7 oktober 1999 i Budapest, är en ungersk simmare.

## Karriär
Vid EM 2024 i Belgrad var Márton en del av Ungerns lag som tog guld på 4×200 meter mixed frisim, silver på 4×200 meter frisim och brons på 4×100 meter mixed medley.